# Alfred Éloi Auteroche
Alfred-Éloi Auteroche, né le 21 avril 1831 à Paris et mort dans la même ville le 18 mai 1906, est un peintre français.

## Biographie
Alfred-Éloi Auteroche est le fils de François Auteroche et de Louise Angélique Coffereau.
Élève de Léon Cogniet et Jacques Raymond Brascassat, il débute au Salon en 1859.
Il meurt à son domicile parisien de la rue Gaillard à l'âge de 75 ans.